# Religião na Tanzânia
| Religião na Tanzânia | Religião na Tanzânia | Religião na Tanzânia | Religião na Tanzânia | Religião na Tanzânia |
| -------------------- | -------------------- | -------------------- | -------------------- | -------------------- |
|                      |                      |                      |                      |                      |
| Cristianismo         | Cristianismo         |                      | 53,20%               | 53,20%               |
| Islão                | Islão                |                      | 31,62%               | 31,62%               |
| Crenças tribais      | Crenças tribais      |                      | 13,40%               | 13,40%               |
| Outras religiões     | Outras religiões     |                      | 1,77%                | 1,77%                |

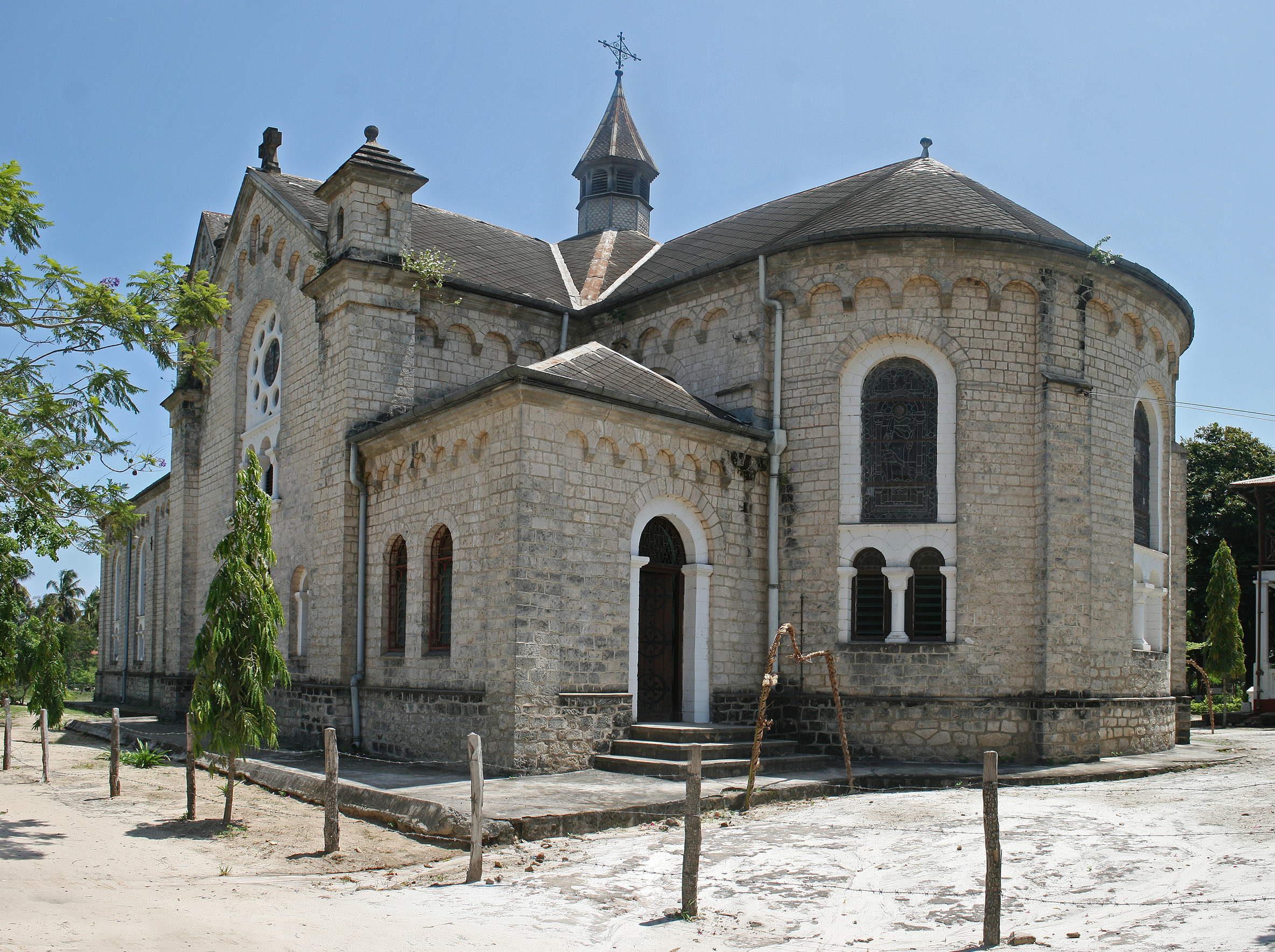
Igreja em Bagamoyo, Tanzânia

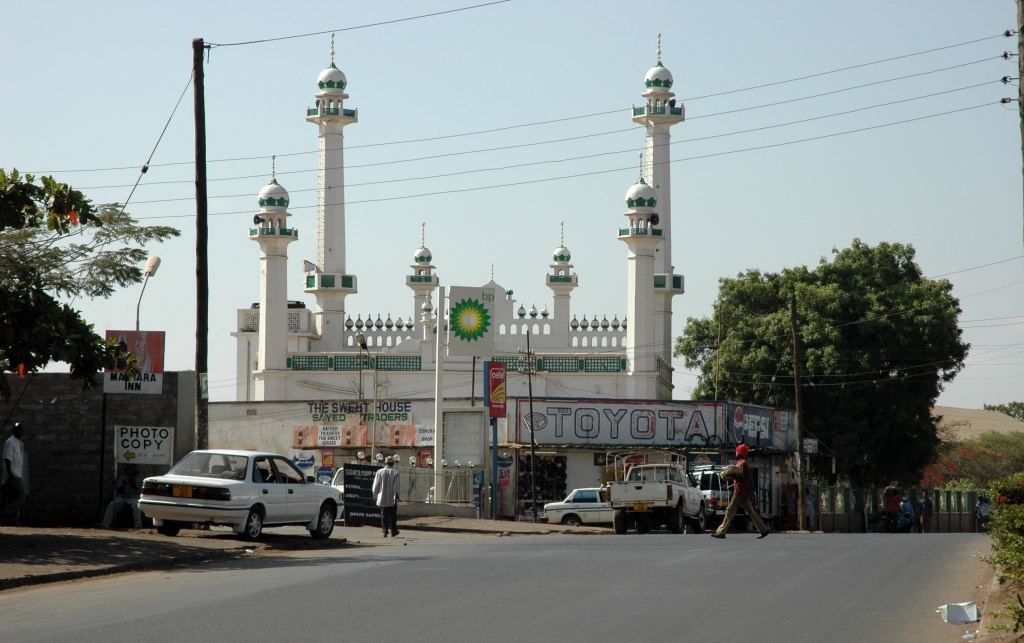
Mesquita em Moshi, Tanzânia

De acordo com os dados divulgados pela Association of Religion Data Archives um total de 53,20% da população da Tanzânia é seguidora do Cristianismo. Os cristãos são predominantemente protestantes, luteranos, anglicanos ou presbiterianos. Existe uma minoria de católicos. Seguem-se os muçulmanos que perfazem 31,62%, os seguidores de crenças tribais correspondem a 13,40% da população, os adeptos do Hinduísmo são 0,87%, a fé Bahai é seguida por 0,42% e 0,48% seguem outras religiões.
Citando a mesma fonte de acordo com dados de 2001, na Tanzânia 98,3% da população pertence a uma religião e 94,3% considera-se uma pessoa religiosa. Um total de 86,6% dos tanzanianos assistem a serviços religiosos pelo menos uma vez por mês sendo que 97,1% rezam ou meditam. A crença em Deus é partilhada por 99,3% da população e 95,5% consideram a religião importante.
O site Catholic Hierarchy mostra que 26,69% dos tanzanianos são católicos.
- Igreja Católica na Tanzânia
- Hinduismo na Tanzânia
- Islão na Tanzânia